# Maigret und sein Neffe
Maigret und sein Neffe (französisch: Maigret) ist ein Kriminalroman des belgischen Schriftstellers Georges Simenon. Er ist der 19. Roman einer Reihe von insgesamt 75 Romanen und 28 Erzählungen um den Kriminalkommissar Maigret. Der von Simenon ursprünglich als Abschluss der Serie geplante Roman entstand zwischen Juni 1933 in Marsilly und Januar 1934 auf Porquerolles und wurde im März 1934 vom Verlag Fayard veröffentlicht. Zuvor war er in 24 Folgen vom 20. Februar bis 15. März des Jahres in der Tageszeitung Le Jour vorabgedruckt worden. Die erste deutsche Übersetzung von Hansjürgen Wille und Barbara Klau erschien 1960 bei Kiepenheuer & Witsch. 1989 veröffentlichte der Diogenes Verlag eine Neuübersetzung von Ingrid Altrichter.
Kommissar Maigret genießt seinen Ruhestand, als ihn eine Familienangelegenheit noch einmal nach Paris und zur Ermittlung eines Falles ruft. Sein ungeschickter Neffe, der in die Fußstapfen seines Onkels bei der Kriminalpolizei getreten ist, steht unter Mordverdacht. Maigret muss erfahren, dass sich die Zeiten auf seiner alten Dienststelle gewandelt haben und er nicht auf die Unterstützung seines Nachfolgers zählen darf. So ermittelt der pensionierte Kommissar auf eigene Faust in den Kreisen der organisierten Kriminalität, um die Unschuld seines Neffen zu beweisen.

## Inhalt

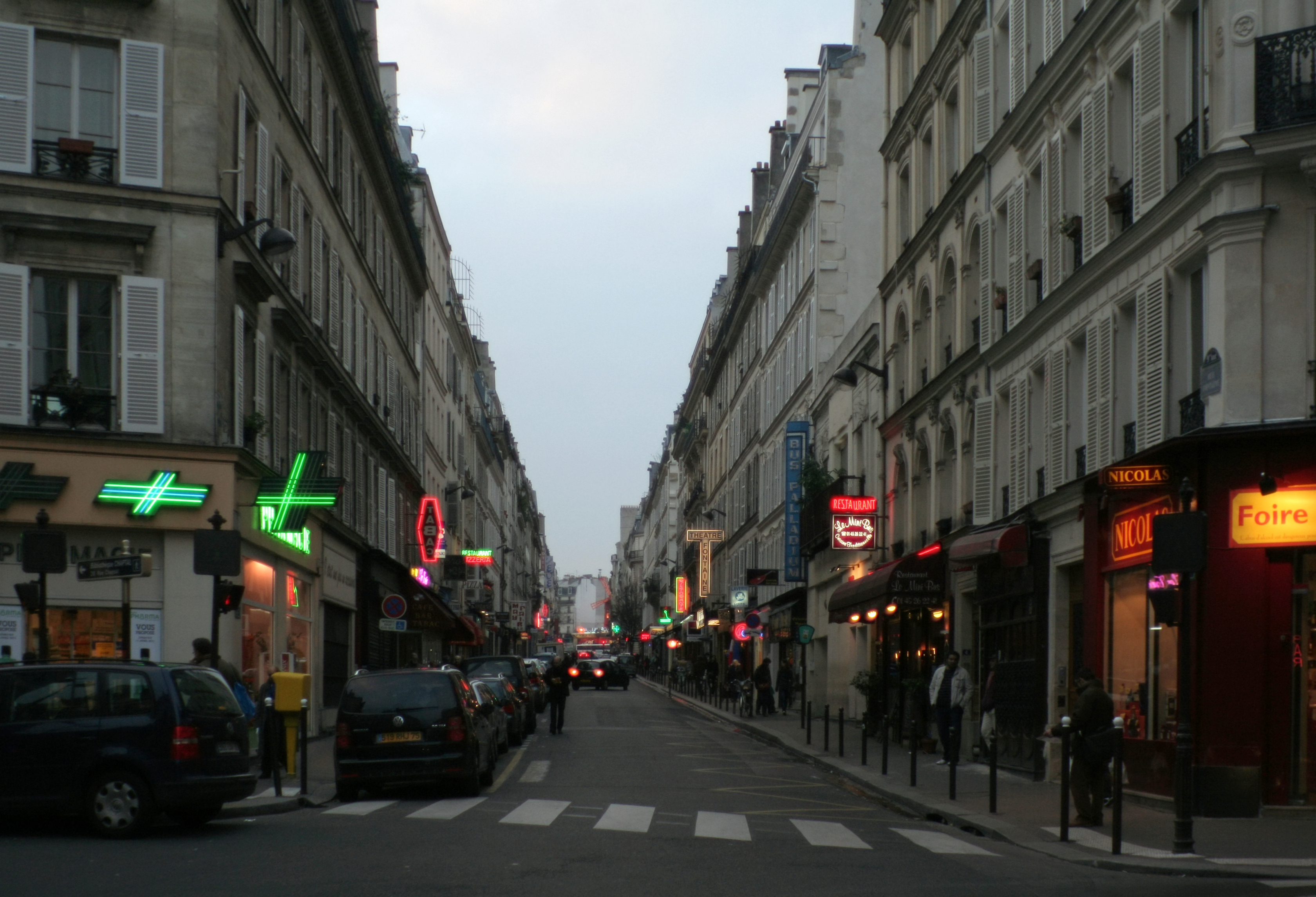
Die Rue Fontaine (heute Rue Pierre-Fontaine) im 9. Arrondissement von Paris

Maigret befindet sich seit rund zwei Jahren im Ruhestand. Sein Häuschen in Meung-sur-Loire liegt derart entlegen, dass es nicht einmal ans Stromnetz angeschlossen ist. Am Quai des Orfèvres arbeitet jetzt sein Neffe Philippe Lauer, der Sohn von Madame Maigrets Schwester aus dem Elsass, ein unbeholfener, stämmiger Rothaariger, den der Kommissar einst selbst an die Kriminalpolizei vermittelt hat. Eben jener Neffe reißt Maigret eines Nachts aus dem Schlaf und berichtet aufgelöst von einem Malheur, das ihm bei der Überwachung des Nachtlokals Floria in der Rue Fontaine nahe dem Montmartre unterlief. In Hörweite wurde Pepito Palestrino, der Pächter des Lokals, erschossen. Philippe eilte zum Tatort, geriet in Panik und ergriff instinktiv die Tatwaffe, derer er sich entledigte, indem er sie dem Toten in die Hand drückte. Als er Hals über Kopf aus dem Lokal stürzte, prallte er bei seiner Flucht auch noch mit einem Kellner zusammen, der ihn nun der Tat beschuldigt.
Maigret begleitet seinen Neffen nach Paris, wo dieser sich stellt und unter dem Druck der Öffentlichkeit in Untersuchungshaft genommen wird. Die Rückkehr des Kommissars im Ruhestand an den Quai erweist sich als unerfreulich. Sein Nachfolger Kommissar Amadieu ist ihm alles andere als wohlgesinnt und lässt ihn spüren, dass seine Methoden heutzutage nicht mehr zählen. Sein getreuer Inspektor Lucas befindet sich in einem Loyalitätskonflikt, und für viele der jungen Beamten ist Maigret bloß ein Mythos aus der Vergangenheit. Auch in den Kreisen der Pariser Unterwelt, in denen Maigret auf eigene Faust ermittelt, um die Unschuld seines Neffen zu beweisen, nimmt man den Kommissar außer Dienst nicht mehr ernst. Sogar eine Prostituierte namens Fernande hält ihn eher für einen Provinzler auf Abwegen, als dass sie in ihm noch den Polizisten witterte, und lässt sich in seine Ermittlungen einspannen.
Dem ehemaligen Kommissar ist schon bald klar, dass das Motiv des Mordes in Auseinandersetzungen im organisierten Verbrechen zu suchen ist. Pepito galt als Mörder eines Drogenhändlers namens Barnabé. Der Drahtzieher hinter allen ist Germain Cageot, genannt der „Notar“, der beste Kontakte bis in höchste Kreise der Gesellschaft besitzt und auch am Quai des Orfèvres aus und ein geht. Seine Bande trifft sich regelmäßig in der Tabac Fontaine in unmittelbarer Nähe des Floria. Zu ihnen gehören der Barkeeper Julien, der fast taubstumme Bordellbesitzer Colin, ein Schönling namens Eugène Berniard, der Maigret Fernande abspenstig macht, was Madame Maigrets sonst so treuem Ehegatten einen leichten Stich der Eifersucht versetzt, und nicht zuletzt der Belastungszeuge gegen Maigrets Neffen, der Kellner Joseph Audiat. Als Maigret diesen auf dem Nachhauseweg zu Fuß verfolgt, verübt Eugène per Auto einen Anschlag auf ihn, fährt jedoch nur den Kellner an, den der Kommissar medizinisch versorgt, ohne ihn allerdings zu einer Aussage bewegen zu können. Zwar gelingt es Maigret, nachdem er die Unterstützung des Leiters der Kriminalpolizei gewonnen hat, die gesamte Bande am Quai vorladen zu lassen, doch der zuständige Kommissar Amadieu verweigert in den Verhören jedes Engagement und die Alibis der selbstbewussten Bande scheinen nicht zu erschüttern.
Erst das Auftauchen von Maigrets Schwägerin mit ihrem einfachen, ländlichen Charme richtet den entmutigten Kommissar wieder auf. Er führt sie in Paris groß aus und verspricht ihr, ihren Sohn am nächsten Tag aus dem Gefängnis zu holen. Tatsächlich gelingt ihm mit Improvisation und der ihm eigenen, von seinem Nachfolger Amadieu so verachteten Methode der Einfühlung in das Milieu der Beteiligten die Überführung Cageots. Maigret blufft diesen bei einem Besuch so lange mit diffusen Andeutungen, bis er sein Gegenüber zu verstehen gelernt hat und Cageot vor einem manipulierten Telefon, an dem Lucas mithört, ein Geständnis entlockt. Was den äußerlich so biederen „Notar“ auszeichnet, ist vor allem seine Angst: Angst vor Frauen, Angst vor dem eigenen Tod wie vor dem Töten anderer. Deswegen benötigte er für jede seiner Taten Handlanger, deren Mitwisserschaft ihn jeweils nur in neue Schwierigkeiten stürzte: Als Barnabé einen höheren Anteil am Drogengewinn forderte, ließ er ihn von Pepito ermorden, als dieser als Zeuge gefährlich wurde, beseitigte ihn Eugène. Als dabei unerwartet Maigrets Neffe auf den Plan trat, schickte ihm Cageot Audiat entgegen und inszenierte den Zusammenstoß mit dem Flüchtenden, um den Verdacht auf Philippe zu lenken. Nach seinem Geständnis verhaftet die Polizei Cageot, nur Eugène gelingt es unter Mithilfe der verliebten Fernande unterzutauchen. Maigret nimmt sein Rentnerdasein in Meung wieder auf, und sein Neffe Philippe kehrt sehr zur Erleichterung Madame Lauers zurück ins Elsass.

## Entstehung
Georges Simenon hatte ursprünglich geplant, die Romanreihe um seine Schöpfung Maigret mit dem achtzehnten Band L’Écluse N° 1 auslaufen zu lassen, um sich nach der Zwischenstation Maigret mit seinen Non-Maigret-Romanen weiter auf dem Weg zu „wahrer“ Literatur zu entwickeln. Bereits in diesem Band reicht der Kommissar ein Gesuch um Pensionierung ein, und die Handlung kreist immer wieder um den Umzug in seinen Alterswohnsitz in Meung an der Loire. Nur die große öffentliche Nachfrage veranlasste Simenon, einen neunzehnten Band anzuhängen, in dem der Kommissar im Ruhestand noch einmal in die polizeilichen Ermittlungen eingreift. Allerdings stellte Simenon der Vorabveröffentlichung in der Zeitschrift Le Jour ein Vorwort voran, in dem er laut Stanley G. Eskin „Stein und Bein schwor, dies sei der letzte Maigret.“ Simenons Biografen Eskin und Patrick Marnham geben übereinstimmend an, dass das Manuskript im Juni 1933 entstand, unmittelbar, nachdem der Vorgänger L’Écluse N° 1 veröffentlicht wurde, und auch Pierre Assouline geht vom Beginn des Sommers 1933 aus. Der Roman unter dem schlichten Titel Maigret erschien allerdings erst im Folgejahr, und als Datum der Fertigstellung wird dort der Januar 1934 angegeben. Erst vier Jahre später veröffentlichten Zeitschriften neue kurze Maigret-Erzählungen, auf den nächsten Maigret in Romanform mussten die Leser bis 1942 warten.

## Interpretation
In Maigret und sein Neffe wird der Kommissar im Ruhestand laut Stanley G. Eskin „aus seinem Garten gerissen“, um noch einmal als Privatdetektiv eine Ermittlung zu führen. Obwohl sein Nachfolger Amadieu Maigrets Methode, sich in die Persönlichkeit der Verdächtigen einzufühlen statt nach handfesten Indizien zu suchen, bei der abgebrühten Verbrecherbande für untauglich hält, beweist ihm Maigret das Gegenteil. Während seines abschließenden Besuchs beim Kopf der Bande entblößt Cageot für einen kurzen Moment sein menschliches Antlitz und ermöglicht Maigret, ihn gerade dadurch zu überführen. Das Ende des Romans, bei dem Maigret sogar selbst zum Revolver greift und auf seinen Gegenspieler schießt, steht für Eskin ganz in der angloamerikanischen Tradition des Hardboiled detective, die in den frühen Maigret-Romanen noch hin und wieder aufblitzte.
Ein besonderer Kontrast entsteht laut Critical survey of mystery and detective fiction zwischen den „zart und liebevoll gezeichneten“ Details von Maigrets Landleben in seinem abgeschiedenen Häuschen und den Lokalitäten in Paris. Diese verweisen auf einige reale Örtlichkeiten. So befand sich in der Rue Fontaine Nr. 40 Josephine Bakers Club Chez Joséphine, in dem sich Simenon während seiner Affäre mit der berühmten Tänzerin häufig aufhielt. Und am Place Dauphine, wo im Roman die Stammbrasserie der Polizisten namens Chope du Pont-Neuf angesiedelt ist, lag in Wirklichkeit das Restaurant Aux Trois Marchés. Für Patrick Marnham tut Maigret den ganzen Roman hindurch nicht viel anderes, als in dieser Brasserie und der Bar in Pigalle zu sitzen, die Augen offen zu halten und dem Alkohol zu frönen, wozu Simenon später anmerkte, er habe Maigret auch deshalb so viel trinken lassen, weil er selbst zur Entstehungszeit der ersten Maigret-Romane stark dem Alkohol zugesprochen habe. Tilman Spreckelsen listete jedenfalls den Konsum von Bier, Branntwein, Pernod, Rum, Rotwein, Armagnac, Champagner und Weißwein auf und kommentierte trocken: „Es dient der Wahrheitsfindung.“
Zum Wendepunkt des Falls wird für Peter Foord das Auftauchen von Maigrets Schwägerin. In ihrer Gegenwart verliert der pensionierte Kommissar seine den ganzen Fall hindurch merkliche Anspannung und findet endlich zu jenen klaren Gedanken, mit denen er die Falle austüftelt, in der sich sein Gegenspieler am Ende verfängt. Die Schwester Madame Maigrets spielt in der Maigret-Reihe immer wieder eine Rolle. Allerdings nimmt sie im Lauf der Romane und Erzählungen insgesamt vier verschiedene Namen an. Auch diverse Nichten und Neffen Maigrets haben in einigen Kurzgeschichten ihren Auftritt. So arbeitet in der Erzählung Maigret et l’Inspecteur Malgracieux (deutsch: Maigret und Inspektor Griesgram), die im Jahr 1946 entstand, ein Neffe Maigrets in der Leitzentrale der Polizei und nimmt einen Notruf entgegen. Allerdings heißt er hier „Daniel“. Über das weitere Schicksal Philippes klärt Maigret persönlich die Leser in Maigrets Memoiren auf, indem er feststellt, sein Neffe habe sich im Polizeidienst „nicht als so brillant erwiesen, wie er zu sein hoffte“, und sei schließlich in der Fabrik seines Schwiegervaters gelandet, eines Seifenfabrikanten in Marseille.

## Rezeption
The New York Times Book Review fasste den Roman 1942 zusammen: „[Maigret] hat eine ganze Menge damit zu tun, in Cafés herumzusitzen, bevor er in der Lage ist, seinen Fall zu beweisen. Dies klingt alles nicht sehr spannend, und es wird wahrscheinlich denen nicht gefallen, die auf jeder Seite nach gewalttätiger Action verlangen, aber für jene, die daran interessiert sind, wie ein Gehirn aus der Unterwelt funktioniert, hat es eine schwer zu definierende Faszination.“
Oliver Hahn las „eine der besten Maigret-Erzählungen“. Er beschrieb: „Obwohl schon auf Seite 40 klar ist, wer der Schuldige ist, wird daraus eine äußerst spannende Erzählung, in der Simenon mit den Gefühlen der verschiedenen Protagonisten spielt.“ Für Tilman Spreckelsen zeigte Simenon seinen Helden in der Konfrontation mit seiner alten Dienststelle und den Veränderungen, die er dort vorfindet, „emotionaler und unbeherrschter als in jedem Roman zuvor“ Stanley G. Eskin sprach von einem „aufregenden und wirkungsvollen Finale“.
Die Romanvorlage wurde zweimal innerhalb von TV-Serien verfilmt. 1970 verkörperte Jean Richard den Kommissar in Les Enquêtes du commissaire Maigret, 1972 Gino Cervi unter dem Titel Maigret in pensione.

## Ausgaben
- Georges Simenon: Maigret. Fayard, Paris 1934 (Erstausgabe).
- Georges Simenon: Maigret und sein Neffe. Übersetzung: Hansjürgen Wille, Barbara Klau. Kiepenheuer & Witsch, Köln 1960.
- Georges Simenon: Maigret und sein Neffe. Übersetzung: Hansjürgen Wille, Barbara Klau. Heyne, München 1966.
- Georges Simenon: Maigret und sein Neffe. Übersetzung: Ingrid Altrichter. Diogenes, Zürich 1989, ISBN 3-257-21684-X.
- Georges Simenon: Maigret und sein Neffe. Sämtliche Maigret-Romane in 75 Bänden, Band 19. Übersetzung: Ingrid Altrichter. Diogenes, Zürich 2008, ISBN 978-3-257-23819-8.